# Sherlock Holmes (1932)
Sherlock Holmes ist ein US-amerikanischer Kriminalfilm von 1932 und eine Adaption des gleichnamigen Theaterstücks von William Gillette. Dieses Stück wiederum beruht auf der gleichnamigen Detektivfigur aus dem Romanen und Erzählungen von Arthur Conan Doyle. An einigen Kostümen und Requisiten ist erkennbar, dass die Handlung von der spätviktorianischen Zeit in die Entstehungszeit des Films verlegt wurde.

## Handlung
Sherlock Holmes hat seiner Verlobten, der Bankierstochter Alice Faulkner, versprochen, sich zur Ruhe zu setzen. Doch dann bricht sein Erzfeind, das zum Tode verurteilte Verbrechergenie Moriarty, aus dem Gefängnis aus und Holmes ist ein letztes Mal im Einsatz.
Moriarty ermordet den Richter, der ihn verurteilt hat, und bedroht auch Holmes und den Scotland-Yard-Ermittler Gore-King mit dem Tod. Also lässt Holmes es so aussehen, als ob er selbst Gore-King ermordet habe und dafür festgenommen würde. Dadurch soll Moriarty in Sicherheit gewiegt werden und Holmes im Untergrund ermitteln können.
Indessen plant Moriarty einen großen Coup, für den er die berüchtigtsten Gangster aus verschiedenen Ländern zusammenholt, unter anderem einen Chicagoer Gangsterboss, der die Methoden seiner Heimat nach London bringt: Von Kneipenbesitzern wird Schutzgeld erpresst und bei Nichtzahlung das Lokal demoliert. Holmes findet heraus, dass all das aber nur ein Ablenkungsmanöver für Moriartys großen Coup ist: ein Einbruch in die Bank von Mr. Faulkner, Holmes’ zukünftigem Schwiegervater. Vom Keller eines Ladens, den Moriartys Komplizen neben der Bank gemietet haben, wollen sie sich zum Tresorraum graben. Alice und der Junge Billy, Holmes’ Gehilfe, werden dort gefangen gehalten. In Verkleidung verschafft sich Holmes Zugang, tötet Moriarty im Kampf und befreit Alice und Billy. Nun kann er heiraten und mit Alice aufs Land ziehen.

## Produktion
Der Film ist eine Produktion der Fox Film Corporation und hatte am 6. November 1932 Premiere in den US-amerikanischen Kinos. Im folgenden Jahr lief er in einigen europäischen Ländern an. Es handelt sich um die (nach zwei Stummfilmen) dritte Verfilmung des Theaterstücks Sherlock Holmes von William Gillette, das 1899 in New York uraufgeführt wurde. In der ersten Verfilmung von 1916 spielte der Autor selbst die Titelrolle, in der zweiten von 1922 war es John Barrymore.
2021 veröffentlichte das Museum of Modern Art eine restaurierte Fassung des Films.

## Rezeption
In den Rezensionen wird unter anderem die vom expressionistischen Film der 1920er Jahre beeinflusste Kamera-Arbeit sowie die schauspielerische Leistung von Ernest Torrence hervorgehoben.